# Tử vong học

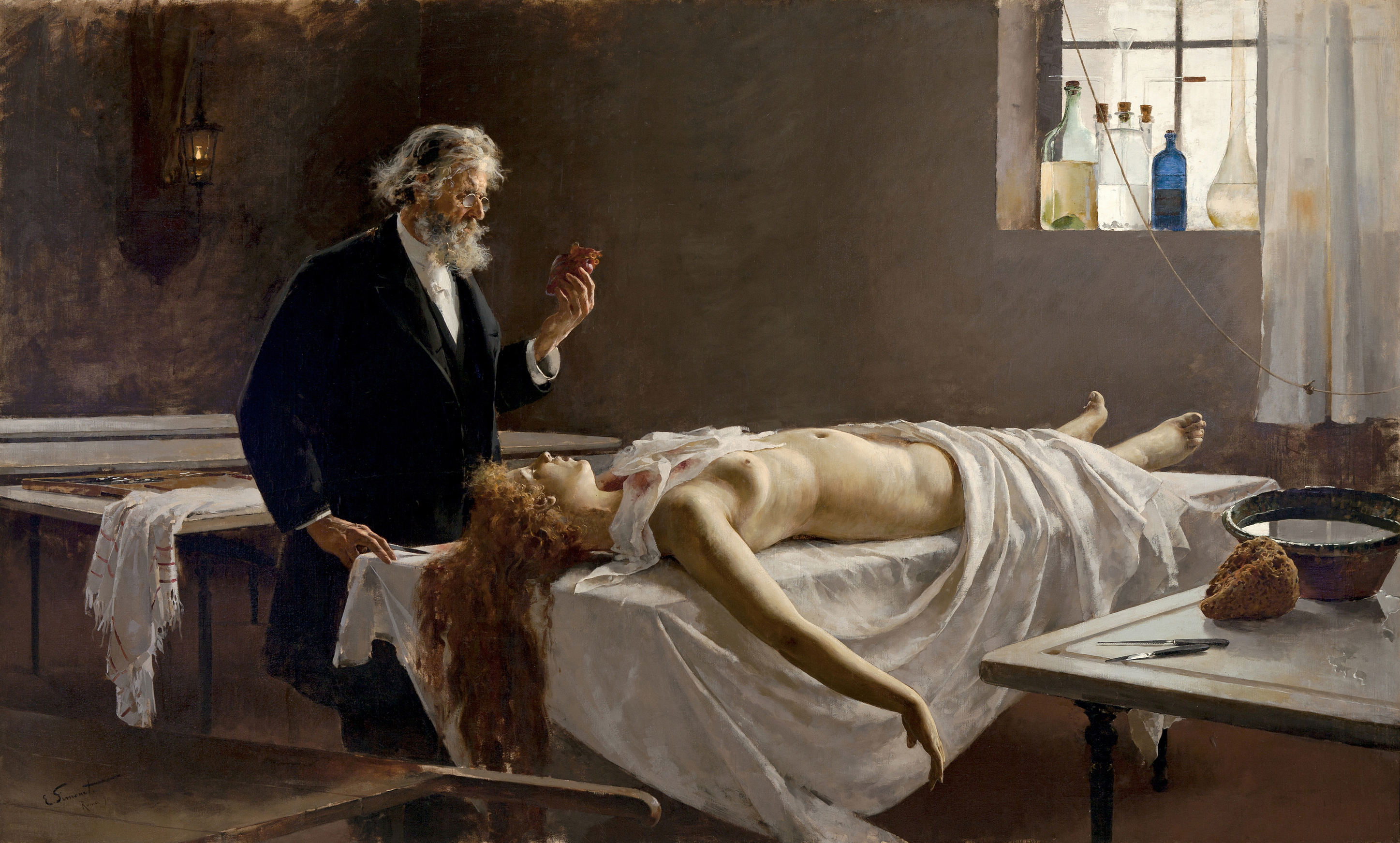
Một nhà khoa học đang nghiên cứu nguyên nhân cái chết của một phụ nữ

Tử vong học (tiếng Anh: thanatology; tiếng Hy Lạp: θάνατολογια thnatologia) là một môn khoa học nghiên cứu cái chết. Nó điều tra hoàn cảnh môi trường lúc xảy ra sự chết, trạng thái của những người xung quanh trước sự ra đi của người thân, và thái độ của xã hội đối với cái chết như nghi lễ hay hồi ức. Là một nghiên cứu liên ngành, nó được các chuyên gia trong điều dưỡng, tâm lý học, xã hội học, tâm thần học, công tác xã hội quan tâm nghiên cứu. Nó cũng mô tả sự biến hóa của cơ thể trước và sau thời điểm chết.